# Thomas Hooman
Thomas Charles Hooman, né le 28 décembre 1850 à Kidderminster  dans le Worcestershire et mort le 22 septembre 1938 à Hythe dans le Kent, est un footballeur anglais. Il remporte la coupe d'Angleterre de football en 1872 avec le Wanderers Football Club.

## Biographie
Thomas Hooman naît à Kidderminster dans le Worcestershire. Il est le fils d’un manufacturier de tapis. Il commence sa scolarité à la Charterhouse School dont il intègre l’équipe de cricket.
Thomas Hooman est un sportif accompli. Il est sélectionné en équipe d’Angleterre d’athlétisme et participe en aviron à la régate royale d’Henley. Il est aussi adepte du golf et de la boxe anglaise.
Hooman meurt à Hythe dans le Kent à l’âge de 87 ans des suites d’une opération. Son éloge funèbre publiée dans The Times précise qu’il est l’auteur du premier but de la première finale de la Coupe d'Angleterre. Cette information contredit tous les comptes-rendus du match parus dans la foulée de celui-ci et qui précisent bien que Morton Betts est le véritable buteur de cette finale.

### Carrière en football
William Hooman joue au football au sein du Wanderers Football Club, un des principaux clubs des années 1870, en tant qu’attaquant. Il est décrit par ses contemporains comme « le plus rapide dribbleur du moment et un footballeur accompli ». Hooman participe à la conquête de la première Coupe d'Angleterre de football avec les Wanderers. Il dispute et remporte la finale contre le Royal Engineers Association Football Club. Il est toujours membre du club l’année suivante au moment de la levée de la deuxième Coupe d’Angleterre, mais ne dispute pas la finale étant absent ce jour-là.
En 1871, il est choisi par Charles Alcock pour disputer les deux premiers matchs internationaux entre l’Angleterre et l’Écosse. Ces matchs ne sont pas considérés comme des matchs officiels et n’offrent pas de cape à leurs participants.
Par contre, il est sélectionné en novembre 1872 pour le tout premier match international officiel à Glasgow. Il doit néanmoins déclarer forfait et renoncer à cette sélection.

## Palmarès
- Wanderers FC
  - Vainqueur de la Coupe d’Angleterre 1872